# Meantime
Meantime é o segundo álbum de estúdio da banda Helmet, lançado em 23 de junho de 1992.
Deste disco saiu um single, "Unsung".
O álbum atingiu o nº 1 da Heatseekers e o nº 68 da Billboard 200.

## Faixas
Todas as músicas por Page Hamilton.
1. "In the Meantime" – 3:08
2. "Iron Head" – 3:22
3. "Give It" – 4:16
4. "Unsung" – 3:56
5. "Turned Out" – 4:13
6. "He Feels Bad" – 4:03
7. "Better" – 3:10
8. "You Borrowed" – 3:45
9. "FBLA II" – 3:22
10. "Role Model" – 3:35

## Créditos
- Peter Mengede - Guitarra
- Henry Bogdan - Baixo
- Page Hamilton - Guitarra, vocal
- John Stanier - Bateria